# Riđage
Riđage (cyr. Риђаге) – wieś w Serbii, w okręgu morawickim, w mieście Čačak. W 2011 roku liczyła 215 mieszkańców.